# Einville-au-Jard
Einville-au-Jard est une commune française située dans le département de Meurthe-et-Moselle, en région Grand Est.

## Géographie

### Localisation
Einville-au-Jard est située en Lorraine, dans le département de Meurthe-et-Moselle (54) à proximité de Lunéville.
Le territoire de la commune est limitrophe de ceux de huit communes.
| Serres    | Valhey           | Bauzemont           |
| Maixe     | Einville-au-Jard | Raville-sur-Sânon   |
| Deuxville | Bonviller        | Bienville-la-Petite |

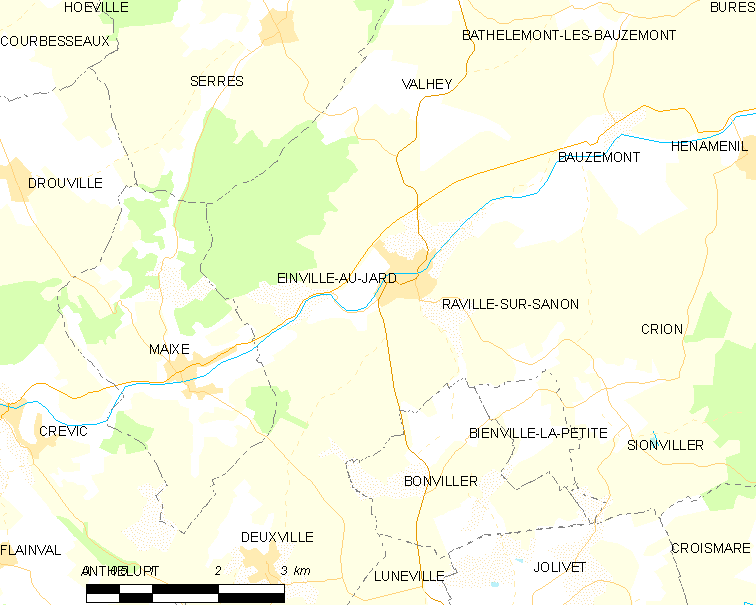
Carte de la commune.
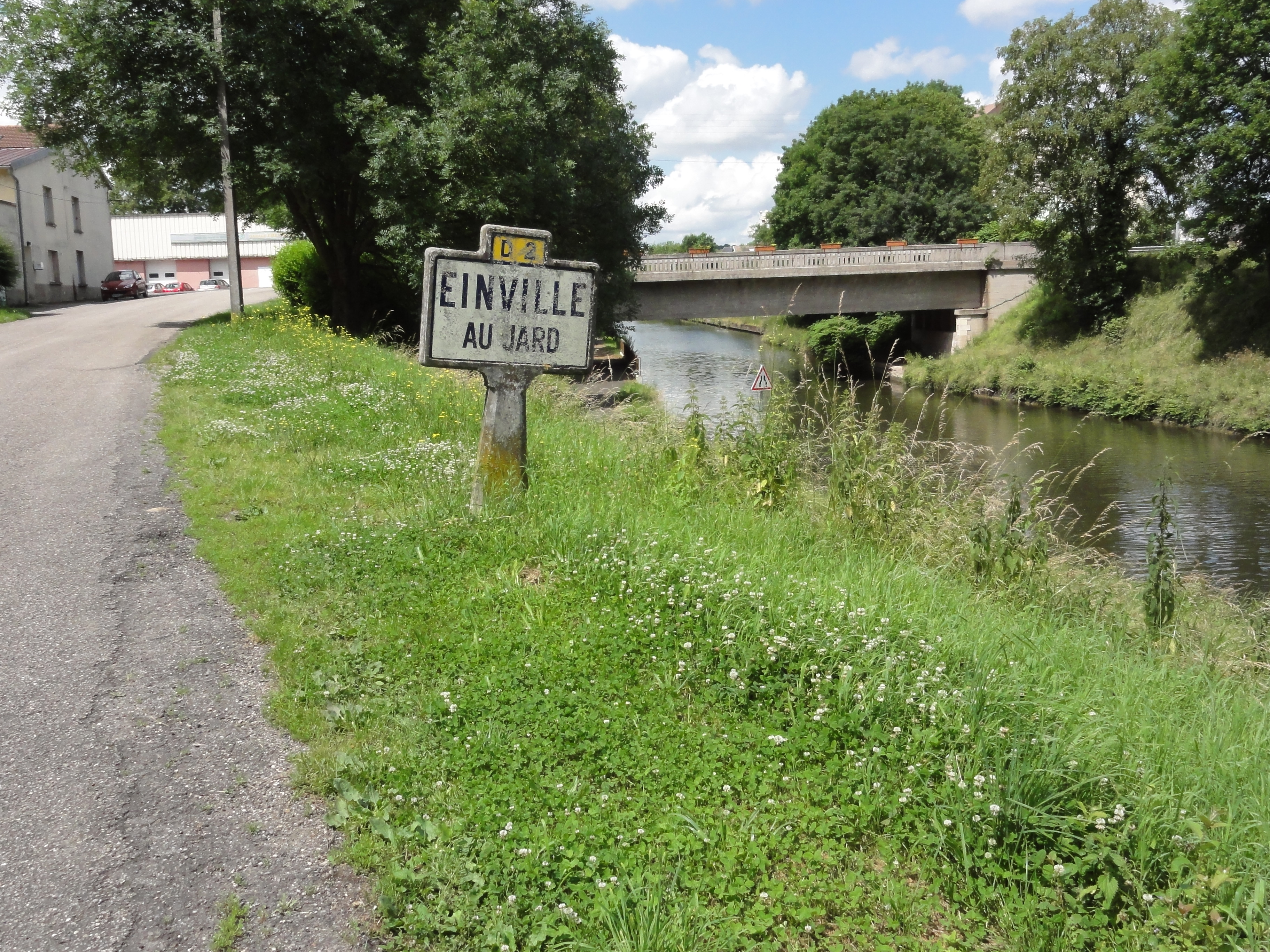
Entrée d'Einville-au-Jard par la voie verte du canal de la Marne au Rhin.

### Hydrographie
La commune est dans le bassin versant du Rhin au sein du bassin Rhin-Meuse. Elle est drainée par le canal de la Marne au Rhin, le ruisseau de Bussy, le ruisseau de Fossate, le ruisseau de la Noie, le ruisseau du Moulin, le ruisseau du Souche et le Sanon,.
Le canal de la Marne au Rhin, long de 293 km et comportant 178 écluses à l'origine, relie la Marne (à Vitry-le-François) au Rhin (à Strasbourg). Par le canal latéral de la Marne, il est connecté au réseau navigable de la Seine vers l'Île-de-France et la Normandie. 

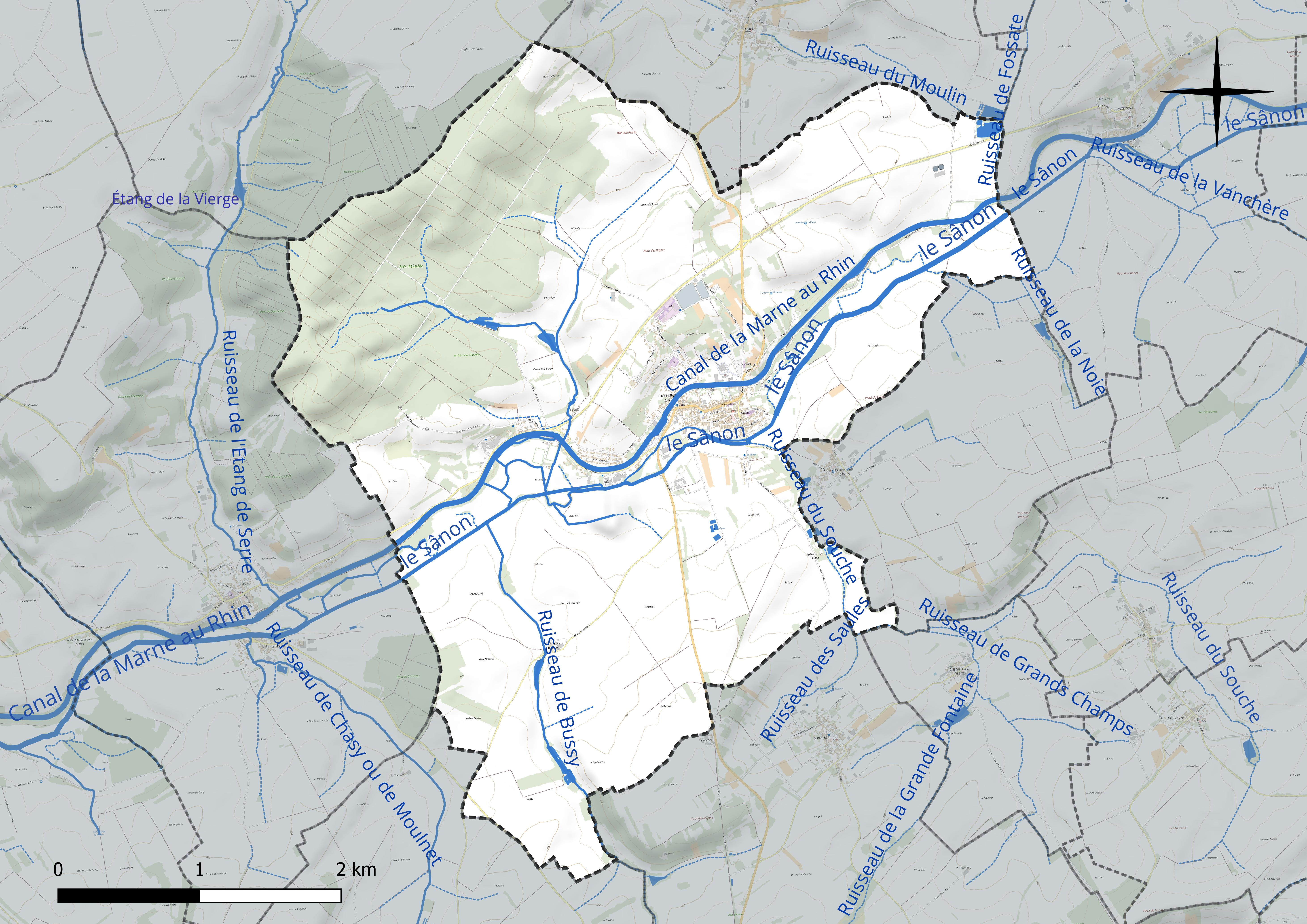
Réseau hydrographique d'Einville-au-Jard.

### Climat
Pour des articles plus généraux, voir Climat du Grand Est et Climat de Meurthe-et-Moselle.
En 2010, le climat de la commune est de type climat océanique dégradé des plaines du Centre et du Nord, selon une étude du Centre national de la recherche scientifique s'appuyant sur une série de données couvrant la période 1971-2000. En 2020, Météo-France publie une typologie des climats de la France métropolitaine dans laquelle la commune est exposée à un climat semi-continental et est dans la région climatique  Lorraine, plateau de Langres, Morvan, caractérisée par un hiver rude (1,5 °C), des vents modérés et des brouillards fréquents en automne et hiver. 
Pour la période 1971-2000, la température annuelle moyenne est de 9,8 °C, avec une amplitude thermique annuelle de 16,9 °C. Le cumul annuel moyen de précipitations est de 792 mm, avec 11,3 jours de précipitations en janvier et 9,3 jours en juillet. Pour la période 1991-2020, la température moyenne annuelle observée sur la station météorologique de Météo-France la plus proche, « Nancy-Essey », sur la commune de Tomblaine à 20 km à vol d'oiseau, est de 11,0 °C et le cumul annuel moyen de précipitations est de 746,3 mm. 
La température maximale relevée sur cette station est de 40,1 °C, atteinte le 24 juillet 2019 ; la température minimale est de −24,8 °C, atteinte le 21 février 1956,,. 
Les paramètres climatiques de la commune ont été estimés pour le milieu du siècle (2041-2070) selon différents scénarios d'émission de gaz à effet de serre à partir des nouvelles projections climatiques de référence DRIAS-2020. Ils sont consultables sur un site dédié publié par Météo-France en novembre 2022.

## Urbanisme

### Typologie
Au 1er janvier 2024, Einville-au-Jard est catégorisée bourg rural, selon la nouvelle grille communale de densité à sept niveaux définie par l'Insee en 2022.
Elle est située hors unité urbaine. Par ailleurs la commune fait partie de l'aire d'attraction de Nancy, dont elle est une commune de la couronne,. Cette aire, qui regroupe 353 communes, est catégorisée dans les aires de 200 000 à moins de 700 000 habitants,.

### Occupation des sols
L'occupation des sols de la commune, telle qu'elle ressort de la base de données européenne d’occupation biophysique des sols Corine Land Cover (CLC), est marquée par l'importance des territoires agricoles (74 % en 2018), en diminution par rapport à 1990 (76,5 %). La répartition détaillée en 2018 est la suivante : 
terres arables (60,2 %), forêts (20,1 %), zones agricoles hétérogènes (6,9 %), zones urbanisées (5,9 %), prairies (4,9 %), cultures permanentes (2,1 %). L'évolution de l’occupation des sols de la commune et de ses infrastructures peut être observée sur les différentes représentations cartographiques du territoire : la carte de Cassini (XVIIIe siècle), la carte d'état-major (1820-1866) et les cartes ou photos aériennes de l'IGN pour la période actuelle (1950 à aujourd'hui).

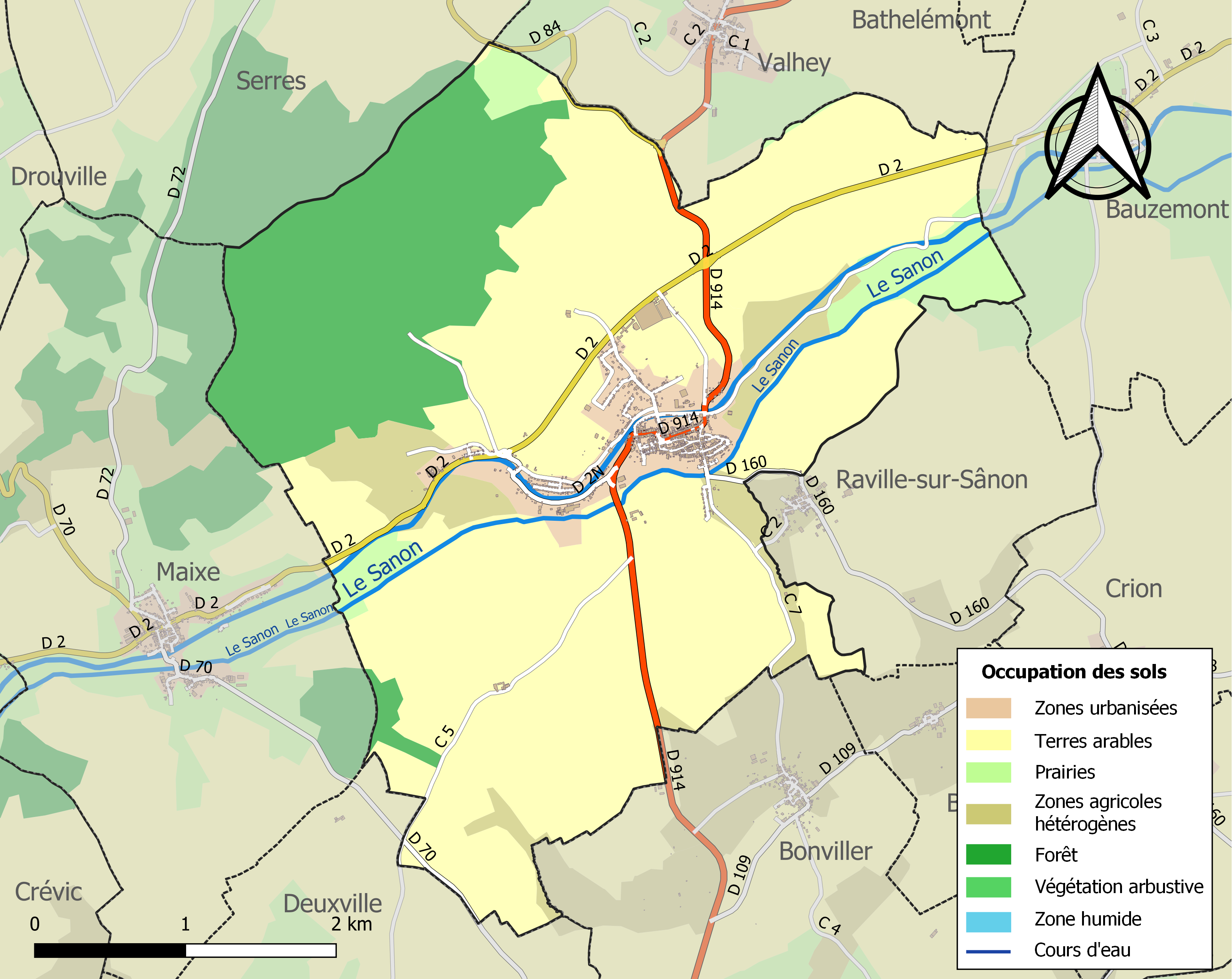
Carte des infrastructures et de l'occupation des sols de la commune en 2018 (CLC).

## Toponymie
Anciennes mentions : villa Auduinu (699), Odowino villa (715), Villa Audoinda (717), Audoenus villa (862), Odenvilla (1034), Oyenville (1150), Envile (1323), Enville (1338), Ainville (1424), Eynvilla (1513), Aynville (1554), Enville-au-jay (1555), Einville-au-jars et Einville-aux-jars (1591), Einville-au-parcq (1646), Einville-au-ja (XVIIIe siècle).
Sa dénomination Einville-au-Jard avec « d » à la fin, du germanique gard, de l'ancien français jart, désigne le « jardin » ou plus précisément le « parc » dépendant de son château ducal,. Jard (rd muets en patois) donne jâ, « le coq » en patois.

## Histoire
- Einville était la cinquième station de la voie romaine Lyon-Cologne.
- Présence gallo-romaine dans l'ancien parc du château.

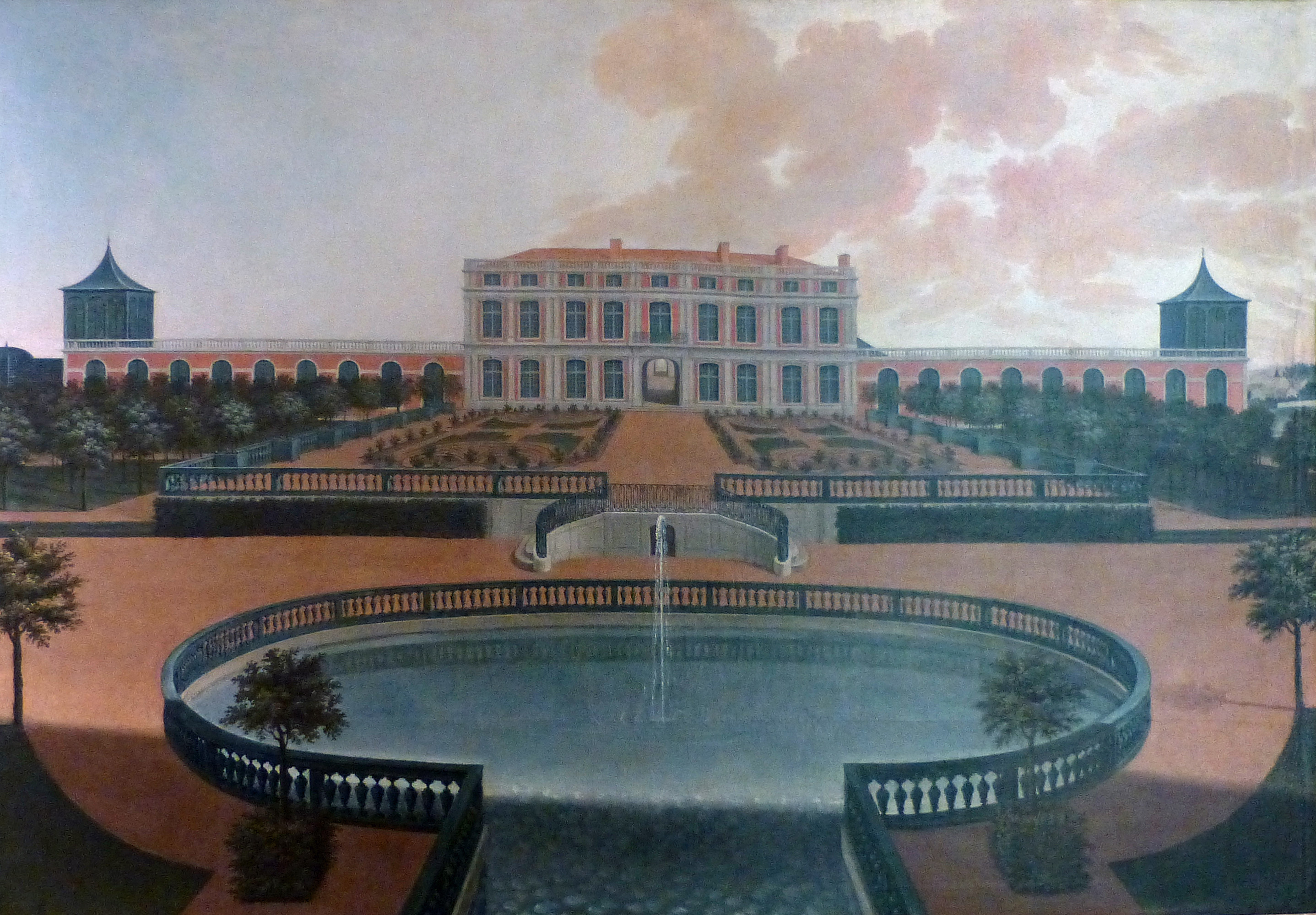
Château royal d'Einville-au-Jard (musée Lorrain).

- Château XIVe siècle en 1339 le duc Raoul de Lorraine transféra la chapelle du château à Saint-Georges de Nancy, création d'une héronnière en 1616. Ruiné par la guerre de Trente Ans, dévastés par les Français en 1635, une nouvelle fois pillés en 1637. Reconstruit en 1701 par le duc Léopold Ier de Lorraine. En 1824 Lalance de Crévic le fit démolir, vendit les matériaux et transporta dans sa propriété quelques sculptures (totalement disparu).
- Le dictionnaire de la noblesse lorraine cite divers personnages portant le nom D'Einville, vivant au XVe et XVIe siècles et attachés à la ville[18].
- Au XVIe siècle, Einville est le siège d'une prévôté ducale qui porte son nom, ainsi que d'une gruerie. En 1550, Nicolas des Fours est à la fois prévôt et gruyer d'Einville[19].
- En 1747, la forêt d'Einville est rattachée à la capitainerie de Lunéville par dissolution de la gruerie d'Einville[20]. La gendarmerie rouge de Lunéville avait droit de chasse sur ce territoire[21]. C’est sans doute sur ce massif qu'eurent lieu les chasses décrites par le marquis de Foudras dans sa nouvelle "La gendarmerie de Lunéville " in Les Gentilshommes chasseurs dans les années 1783.
- Saline Sainte-Marie, puis d'Einville Maixe construite entre 1871 et 1874 pour la société Hannezo et Compagnie. Adjonction de bâtiments supplémentaires entre 1892 et 1895 : bassin de décantation, atelier de réparation, atelier de fabrication. Construction d'une conciergerie  dans le courant du 1er quart du XXe siècle. Réaménagements considérables opérés dans le 2e quart du XXe siècle : construction de l'atelier de fabrication, destruction partielle d'un bâtiment à usage de bureaux et transformation en vestiaires d'usine, construction d'un bureau neuf. Dénommée à cette époque saline d'Einville Maixe. L'usine était dès l'origine reliée au canal de la Marne au Rhin par un embranchement qui desservait le magasin à sel et un quai. Logement patronal construit dans le 4e quart XIXe siècle, logement de contremaître dans le 1er quart du XXe siècle. Cité ouvrière dite cité des Jardins composée de deux maisons à quatre logements et de quatre maisons à deux logements datant du 2e quart XXe siècle 11 travées de poêles entre 1874 et 1895 ; 6 914 tonnes de sel produites en 1913, 4508 tonnes en 1923 45 ouvriers en 1923.
- Saline et mine de sel Saint-Laurent associant saline et mine de sel gemme construite en 1872, 1874, 1875, 1876. Construction de deux nouveaux magasins a sel en 1893. Le puits de mine, dont le fonçage a commencé en 1872, entre en service en 1887, il assure en 1888 la fourniture de 30 000 tonnes de sel à l'usine Solvay de Dombasle. Électrification du puits peu avant 1910 et remplacement de la machine à vapeur par une machine électrique Berger André de 250 CV, le chevalement métallique actuel est construit en 1913. Achat de l'électricité à l'usine Jeanmaire de Lunéville après 1918. À partir de 1922 la majorité du capital est aux mains de la Compagnie des salins du Midi. Construction de l'atelier de fabrication destiné à la production de sel dénature en 1936. Fermeture progressive entre 1962 et 1965 et destruction de la plus grande partie des bâtiments (poêles, magasins). Productions de sel raffiné : 7 000 tonnes en 1910, 10 065 en 1913, 7 799 en 1923 ; de sel gemme : 47 000 tonnes en 1910, 70 000 en 1948 64 ouvriers en 1910, 25 en 1923.
- Einville a pu profiter de la modernité du LE, une ligne de chemin de fer d'intérêt local à voie métrique de Lunéville à Einville ouverte en 1902 avec Einville comme terminus. En 1910, l'embranchement à Jolivet avec le LBB favorise le transport des voyageurs dans tout le canton et celui des marchandises entre les Vosges et le canal de la Marne au Rhin. Le trafic de la ligne fonctionnera jusqu'en 1942. La gare voyageurs est toujours présente en 2022[22].
- Graves dommages au cours de la guerre 1914-1918.

## Politique et administration
| Période                                  | Période                   | Identité                                      | Étiquette | Qualité                                                    |
| ---------------------------------------- | ------------------------- | --------------------------------------------- | --------- | ---------------------------------------------------------- |
| Les données manquantes sont à compléter. |                           |                                               |           |                                                            |
| mars 2001                                | mars 2008                 | Alain Verdenal                                | DVD       | Conseiller général du canton de Lunéville-Nord (199.-2004) |
| mars 2008                                | 2014                      | Michel Vogin                                  |           |                                                            |
| mars 2014                                | En cours (au 23 mai 2020) | Marc Villeman, Réélu pour le mandat 2020-2026 |           | Ancien employé                                             |

## Population et société

### Démographie
L'évolution du nombre d'habitants est connue à travers les recensements de la population effectués dans la commune depuis 1793. Pour les communes de moins de 10 000 habitants, une enquête de recensement portant sur toute la population est réalisée tous les cinq ans, les populations de référence des années intermédiaires étant quant à elles estimées par interpolation ou extrapolation. Pour la commune, le premier recensement exhaustif entrant dans le cadre du nouveau dispositif a été réalisé en 2004.

En 2022, la commune comptait 1 062 habitants, en évolution de −12,66 % par rapport à 2016 (Meurthe-et-Moselle : −0,13 %, France hors Mayotte : +2,11 %).
| 1793 | 1800 | 1806 | 1821 | 1831  | 1836  | 1841  | 1846  | 1851  |
| ---- | ---- | ---- | ---- | ----- | ----- | ----- | ----- | ----- |
| 814  | 919  | 905  | 962  | 1 050 | 1 146 | 1 200 | 1 203 | 1 140 |

| 1856  | 1861  | 1872  | 1876  | 1881  | 1886  | 1891  | 1896  | 1901  |
| ----- | ----- | ----- | ----- | ----- | ----- | ----- | ----- | ----- |
| 1 153 | 1 165 | 1 318 | 1 464 | 1 438 | 1 433 | 1 381 | 1 357 | 1 292 |

| 1906  | 1911  | 1921  | 1926  | 1931  | 1936  | 1946  | 1954  | 1962  |
| ----- | ----- | ----- | ----- | ----- | ----- | ----- | ----- | ----- |
| 1 309 | 1 323 | 1 236 | 1 204 | 1 157 | 1 136 | 1 107 | 1 210 | 1 255 |

| 1968  | 1975  | 1982  | 1990  | 1999  | 2004  | 2006  | 2009  | 2014  |
| ----- | ----- | ----- | ----- | ----- | ----- | ----- | ----- | ----- |
| 1 165 | 1 154 | 1 218 | 1 216 | 1 263 | 1 243 | 1 232 | 1 233 | 1 221 |

| 2019  | 2022  | - | - | - | - | - | - | - |
| ----- | ----- | - | - | - | - | - | - | - |
| 1 116 | 1 062 | - | - | - | - | - | - | - |

## Économie
La monographie communale de 1888 met en tête la culture qui est en progrès avec quatre ou cinq propriétaires fermiers importants. Ils exploitent le blé et font de l'élevage de bêtes à cornes. Les prairies naturelles et artificielles sont nombreuses pour faciliter l'alimentation des chevaux des régiments de cavalerie de Lunéville venus au vert à Einville. Le houblon est récolté pour les brasseries.
Les progrès de l'industrie font accroitre l'importance de la commune. Deux salines et deux brasseries occupent de nombreux ouvriers. La saline Saint-Laurent met en exploitation en 1887 une mine de sel gemme. La population dépasse alors le seuil des 1 500 habitants.
La proximité de la nouvelle frontière de 1871 amplifie ce développement qui fait qu'Einville devient un gros bourg très actif avec beaucoup de corps de métiers : aubergistes, cafetiers, restaurateurs, charpentiers, menuisiers, serruriers, selliers, cordonniers, distillateurs, tonneliers, ferblantiers, maréchal-ferrant, etc. L'arrivée du train Lunéville-Einville permet la création d'un marché hebdomadaire.
En 2021, Einville compte environ 140 entreprises, dont les plus importantes concerne l'alimentation pour bétail et animaux, la fabrication de sels et d'assaisonnements, l'exploitation de biens immobiliers et le domaine de la santé.

### Exploitation

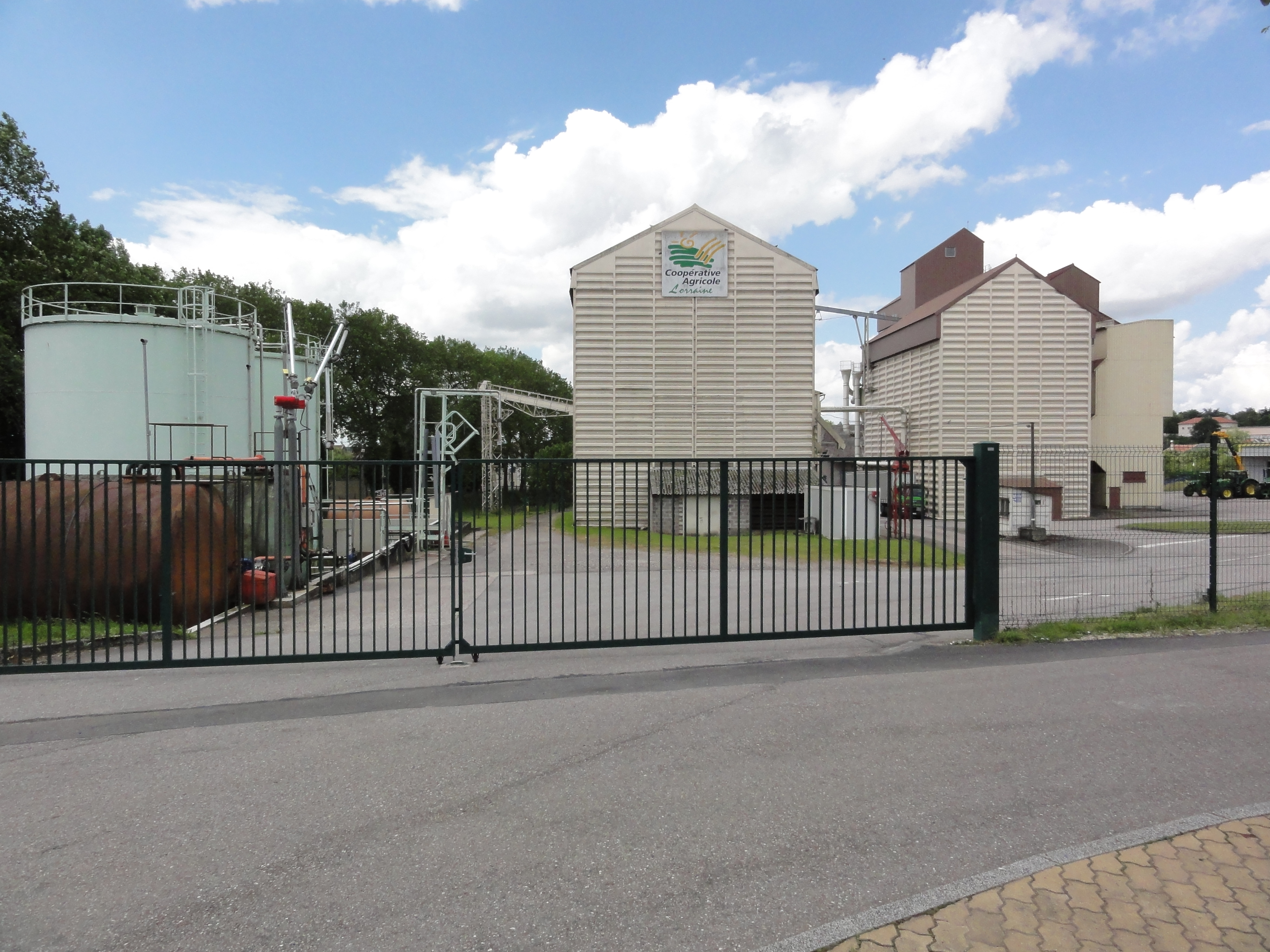
Cooperative agricole Lorraine

- Les Salines d'Einville[33]
- Coopérative agricole LorraineCooperative agricole Lorraine[34]

### Commerces
Einville-au-Jard, en 2021, dispose de commerce ouverts sur la commune, voici la liste des commerces du village :
- 1 Boucherie
- 1 Épicerie
- 1 Boulangerie
- 1 Pharmacie
- 2 Garages automobiles
- 1 Traiteur
- 2 salons de coiffure
- 1 salon de soin esthétique
- 1 brasserie
- Plusieurs exploitations agricoles

Einville dispose également de services administratifs et de santé :
- 1 école maternelle
- 1 école primaire
- 1 collège
- 1 relais des assistantes maternelles
- 1 siège de la communauté de communes
- 1 mairie
- 1 bureau de poste
- 1 maison de santé et plusieurs médecins sur la commune

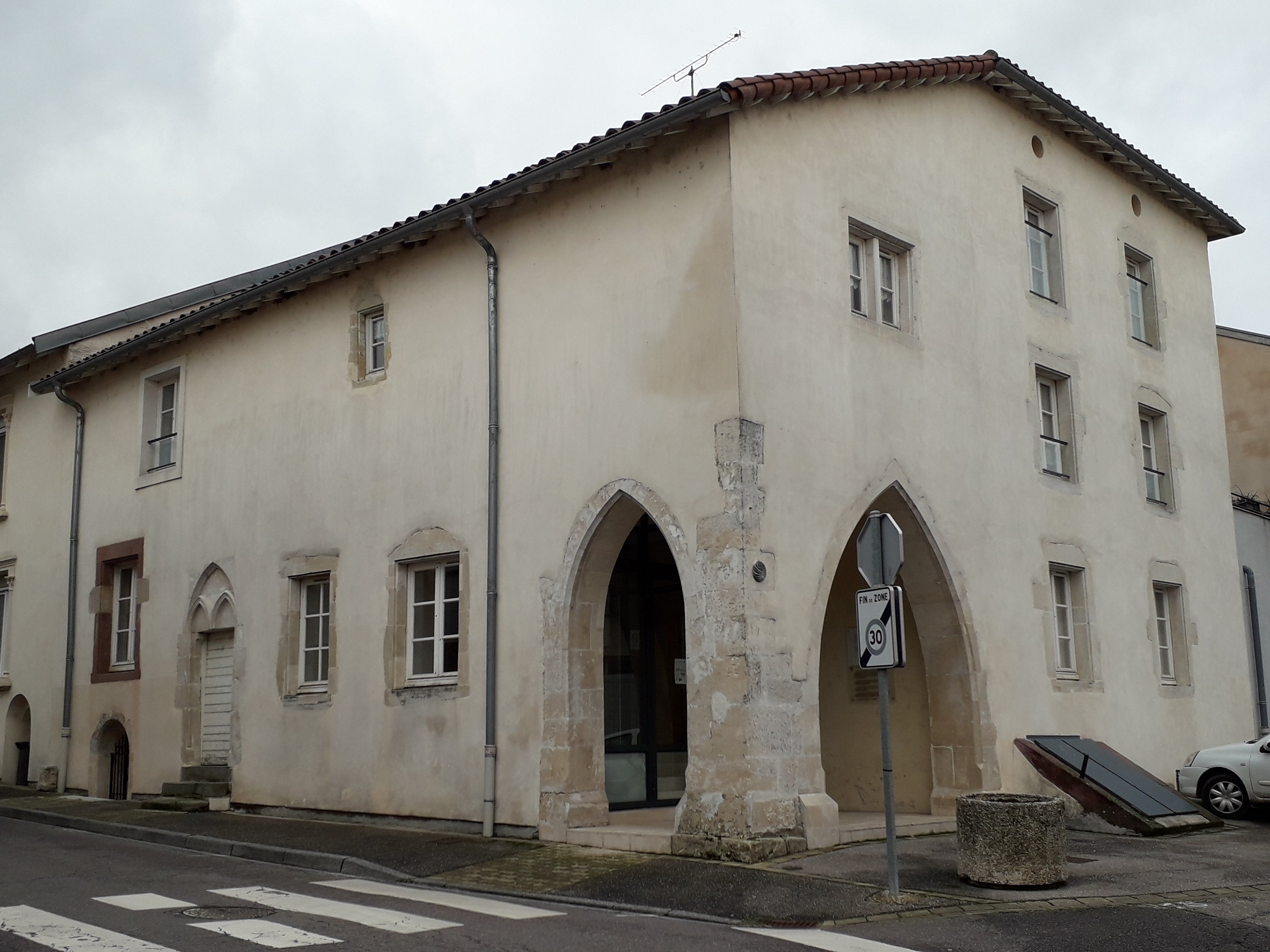
Maison de la Halle

- 1 cabinet de dentiste
- 1 cabinet de kinésithérapeute
- 1 salle des fêtes
- de nombreuses associations

## Culture locale et patrimoine

### Lieux et monuments

#### Édifice civils
- Maison Renaissance appelée « le grand pavillon ».
- Vestiges d'une ancienne halle XVe-XVIe siècle.
- Nombreuses maisons XVIIIe siècle.
- Maison natale du cardinal François-Désiré Mathieu.
- Fontaine de la place centrale.

#### Édifice religieux

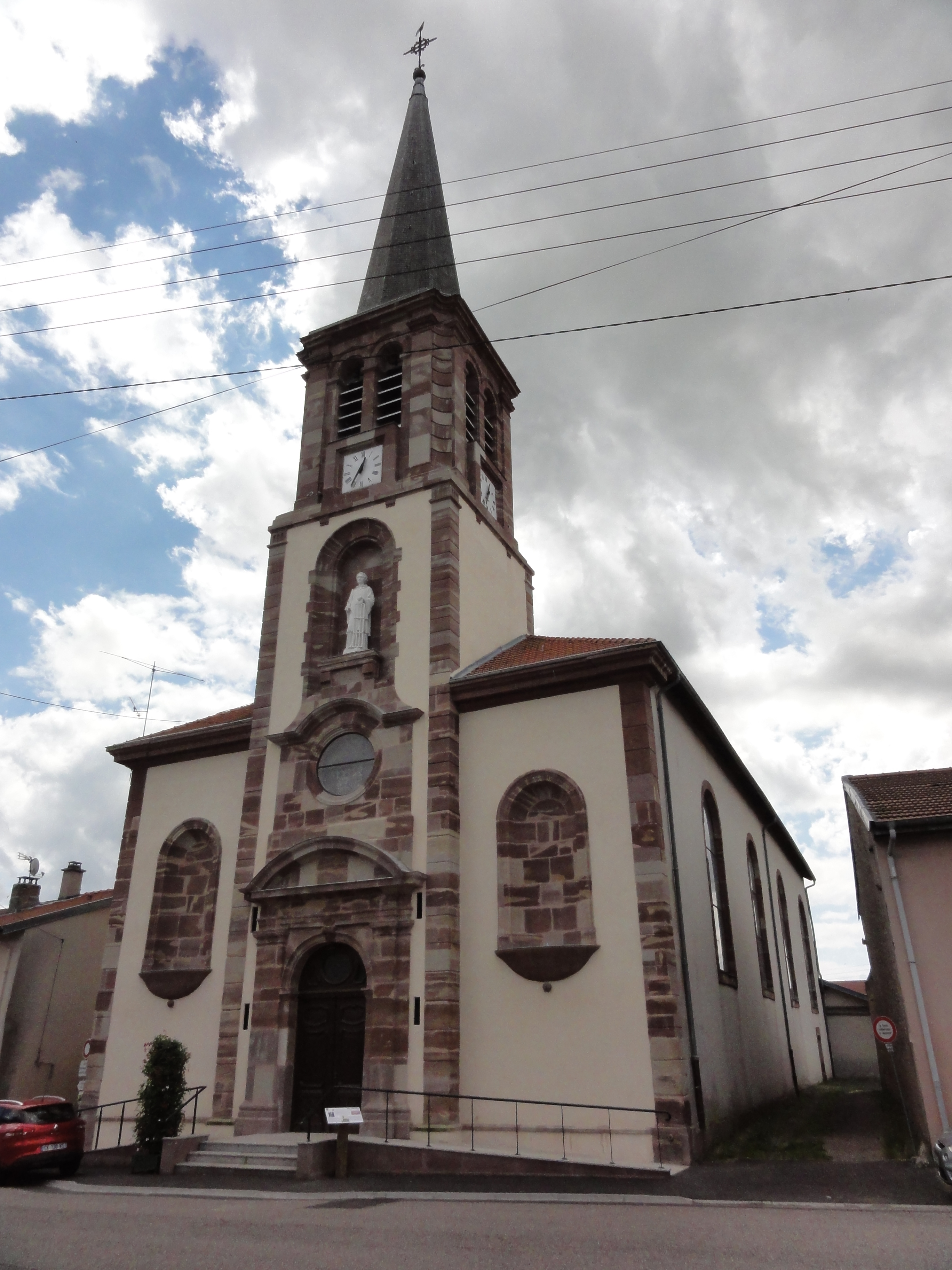
Église Saint-Laurent

- Église Saint-Laurent XVIIIe siècle, et en partie reconstruite en 1921-1926[35] sur les plans de l'architecte Jules Criqui, de Nancy ; l'ancien édifice ayant été partiellement détruit lors de la Première Guerre mondiale. La réalisation de l'ameublement intérieur est confiée à plusieurs artistes de Nancy ou des environs de Lunéville, comme Pierre-Dié Mallet qui réalise le chemin de croix, ou Jules Cayette[36] qui signe la grille de communion.
- Ancienne synagogue, Quartier du Château (détruite en partie).

#### Mémorials de guerre
- Monument aux morts.
- Chapelle commémorative des morts de guerre, dans l'église.
- Croix au cimetière avec plaque commémorative des morts depuis 1870.

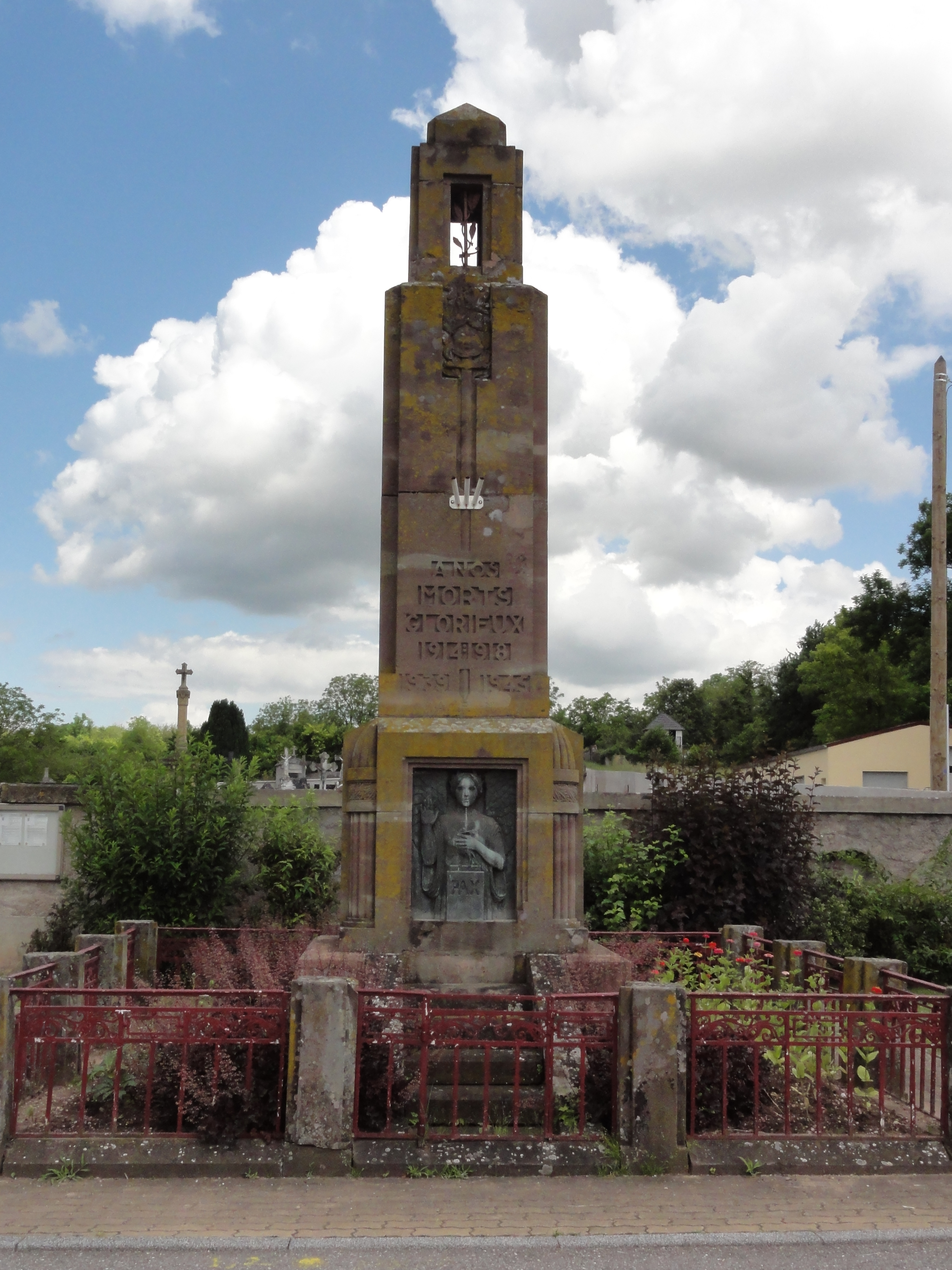
Monument aux morts.
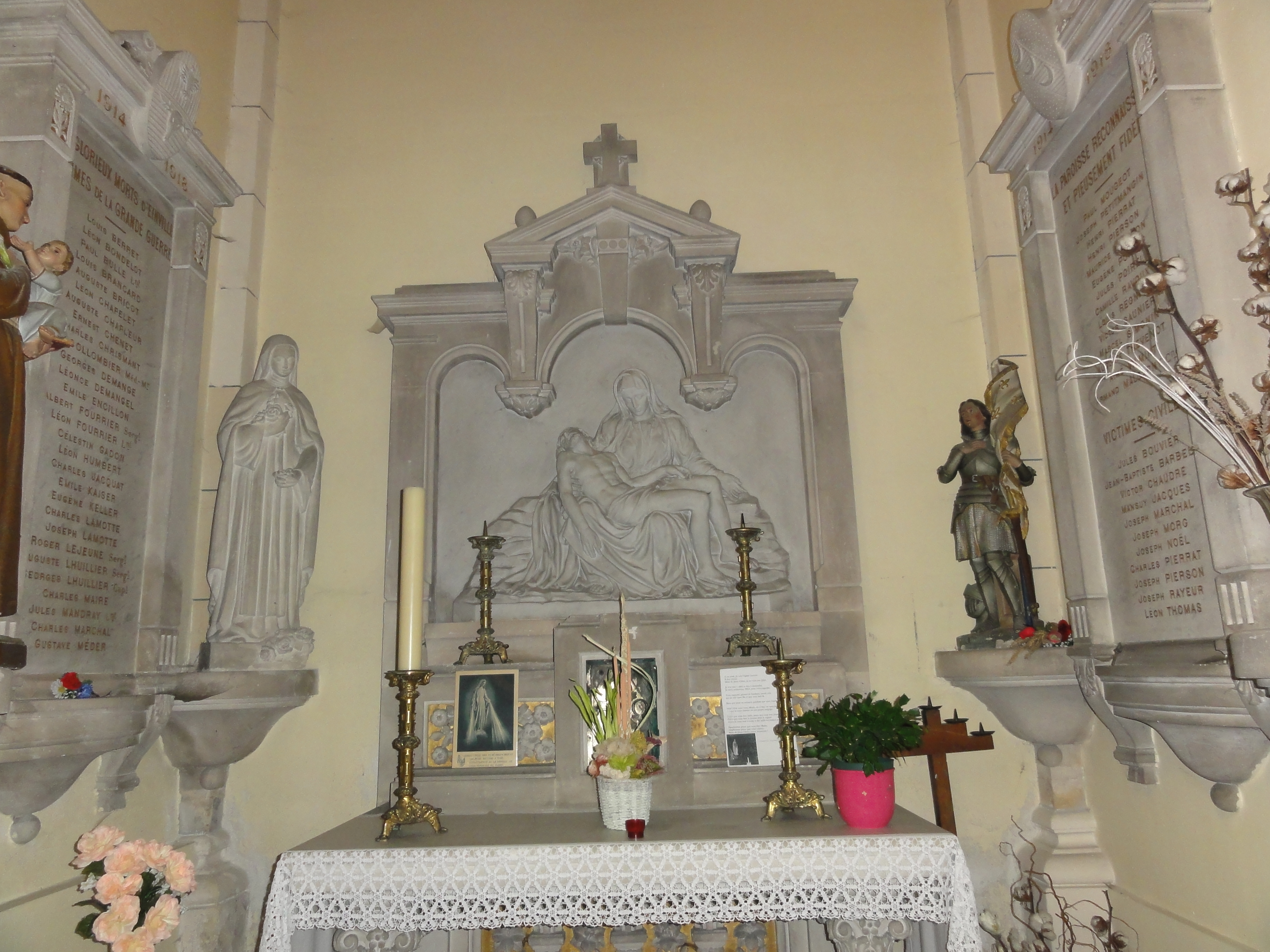
Chapelle commémorative
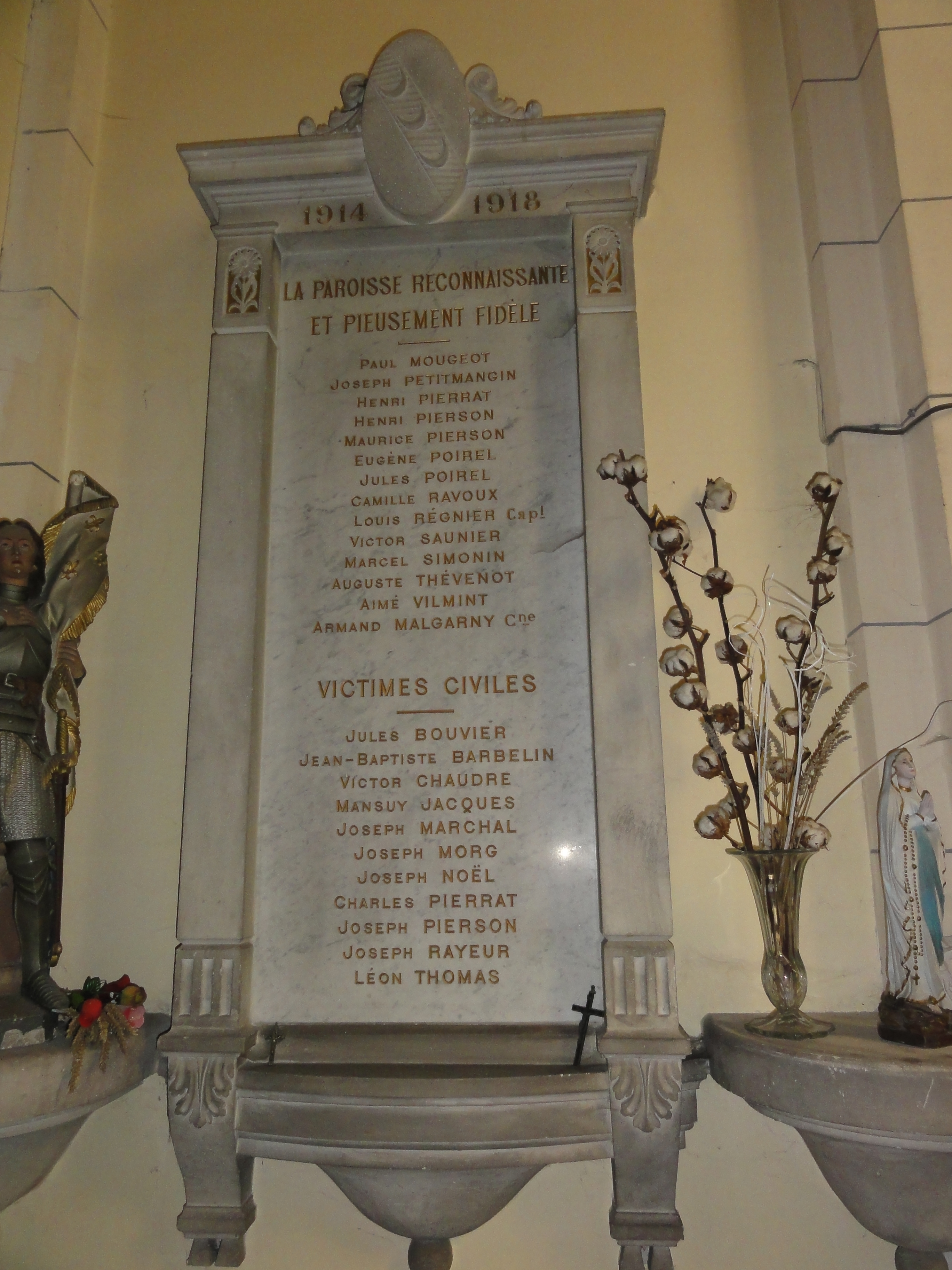
Chapelle commémorative, liste 1 des noms.
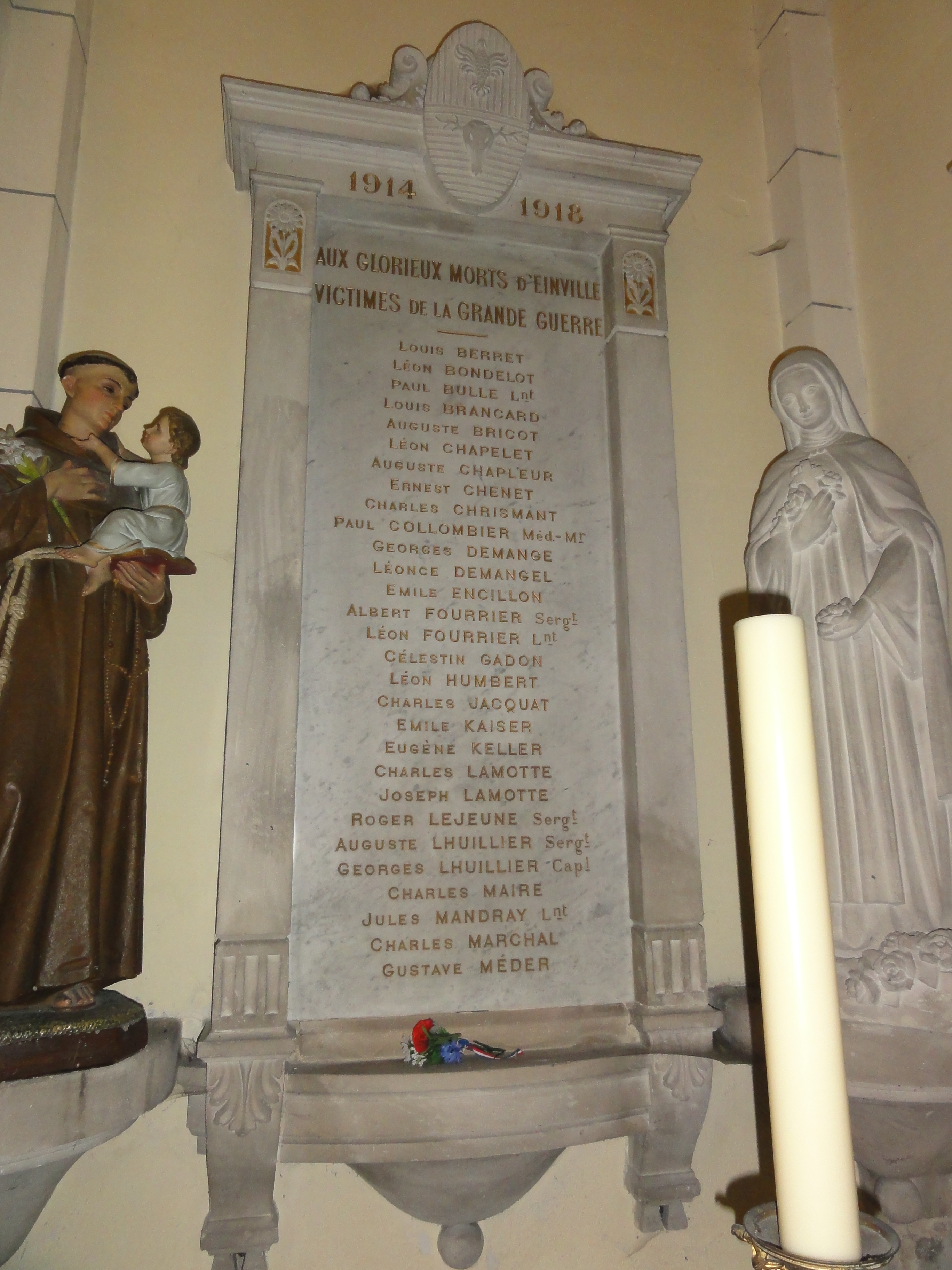
Chapelle commémorative, liste 2 des noms
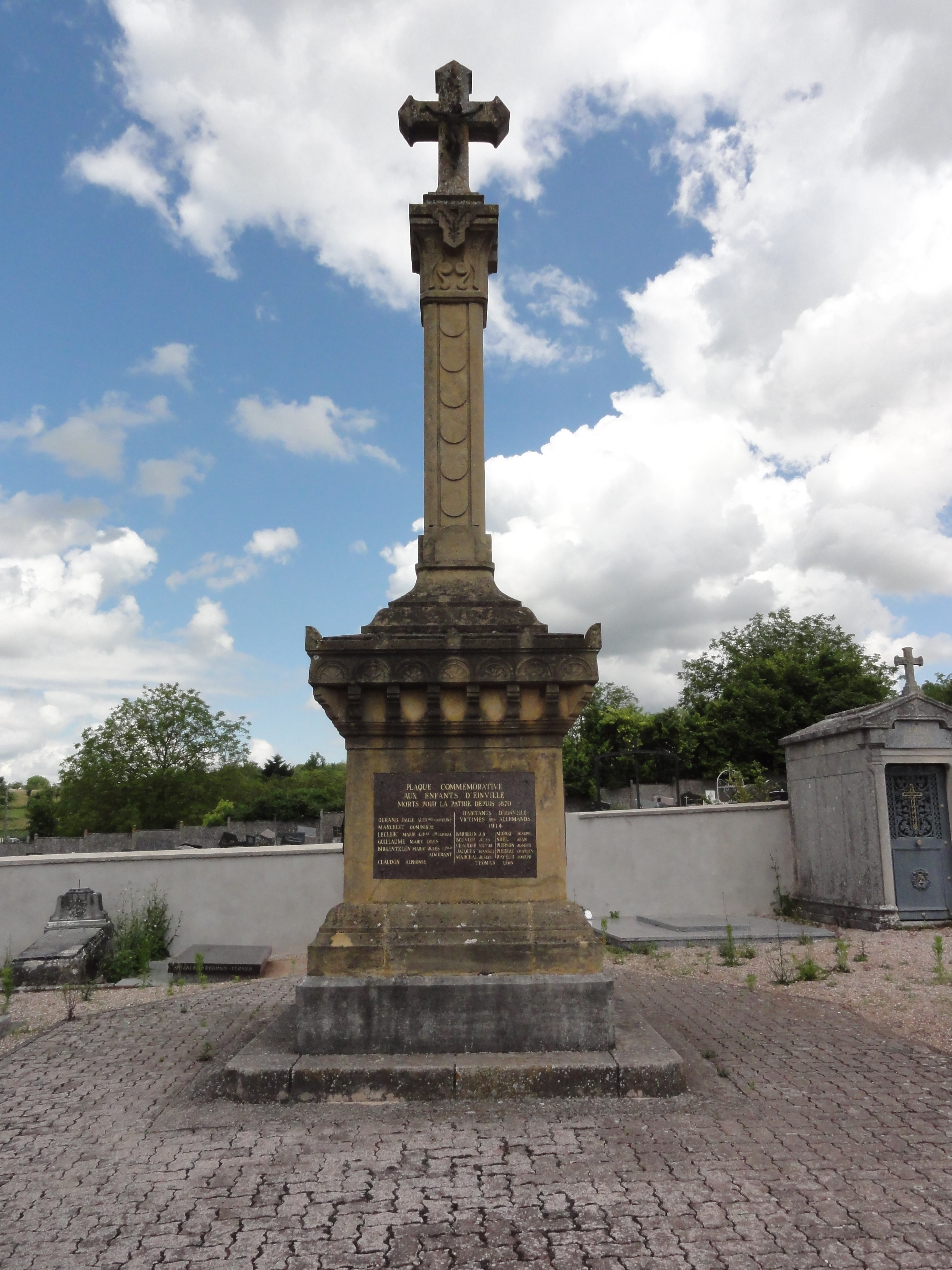
Croix commémorative au cimetière.

### Personnalités liées à la commune
- Marguerite de Wittelsbach, duchesse de Lorraine, y est morte le 26 août 1434.
- Joseph Arnould Henry, baron de l'Empire (1734-1816), premier président de la Cour d'appel de Nancy, y est né en 1734[37].
- Léopold Charles Maximilien Duvivier (1767-1799), général lors des guerres de la Révolution et de l'Empire ; nommé par Bonaparte maréchal de camp (ce qui équivaut à général de brigade). Il a commandé à partir du 28 mars 1797 le 14e régiment de dragons.
- François-Désiré Mathieu, cardinal français et historien (1839-1908), né à Einville-au-Jard.

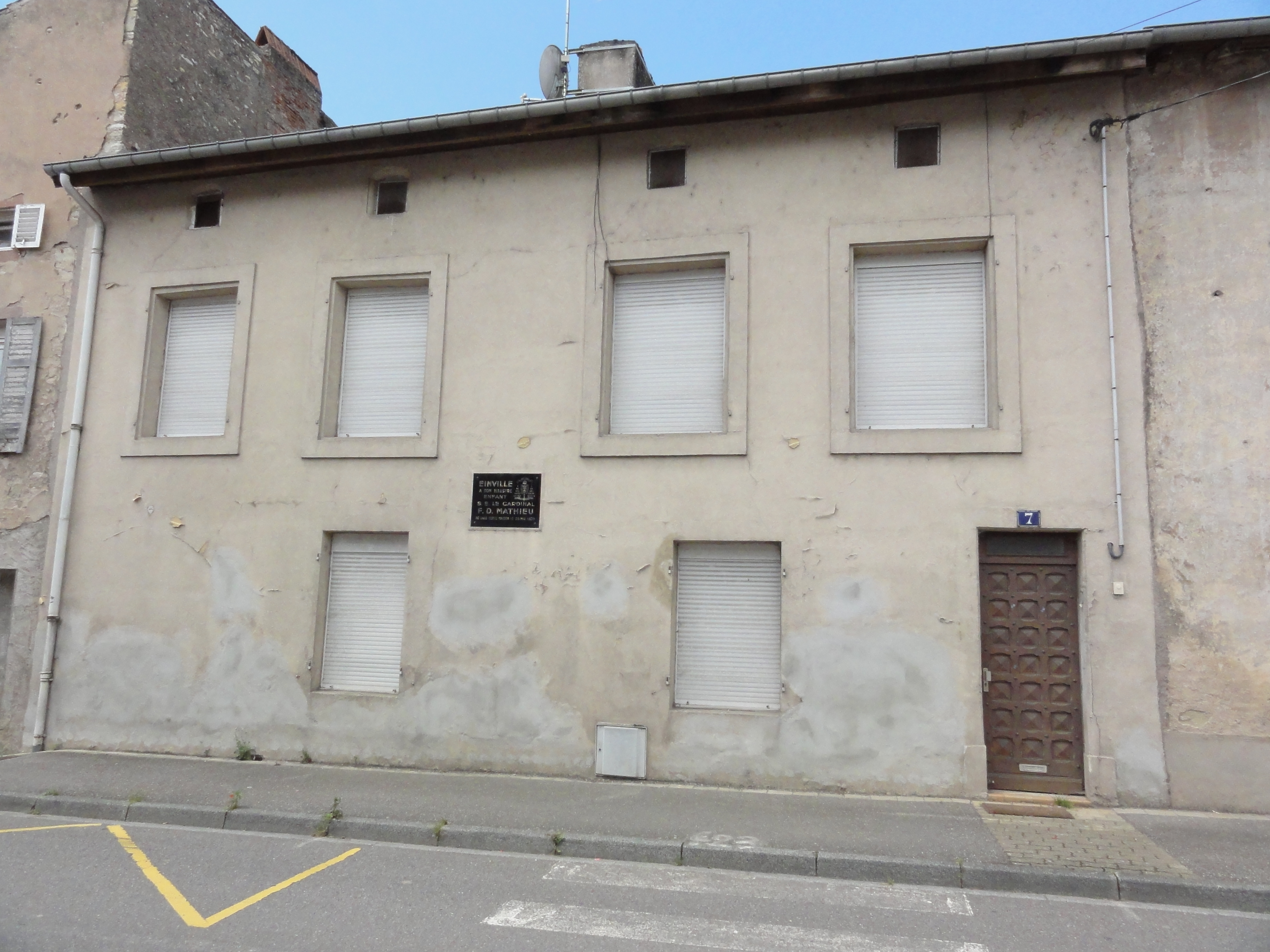
La maison natale du Cardinal Mathieu.
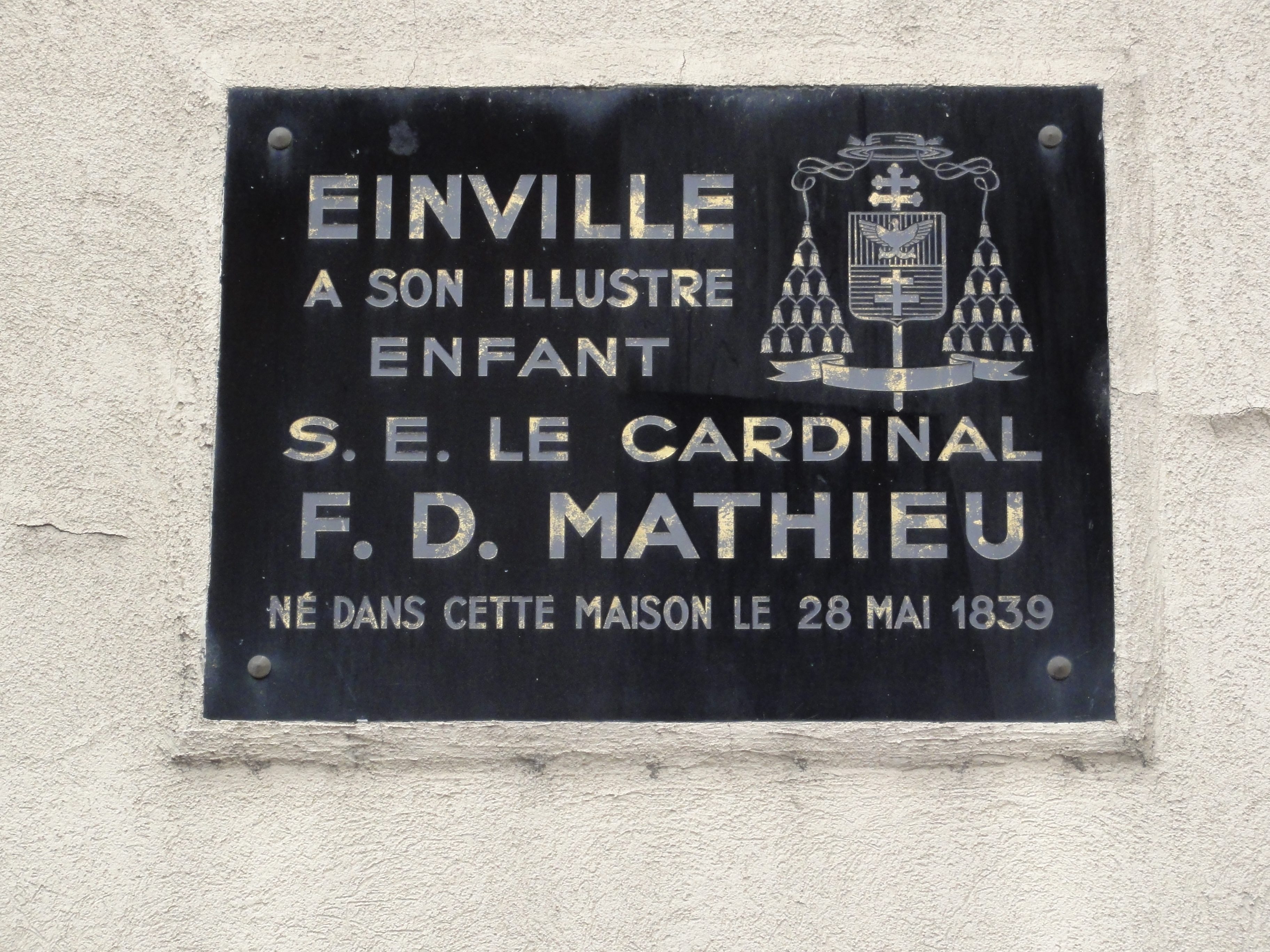
Plaque sur la maison natale du cardinal.
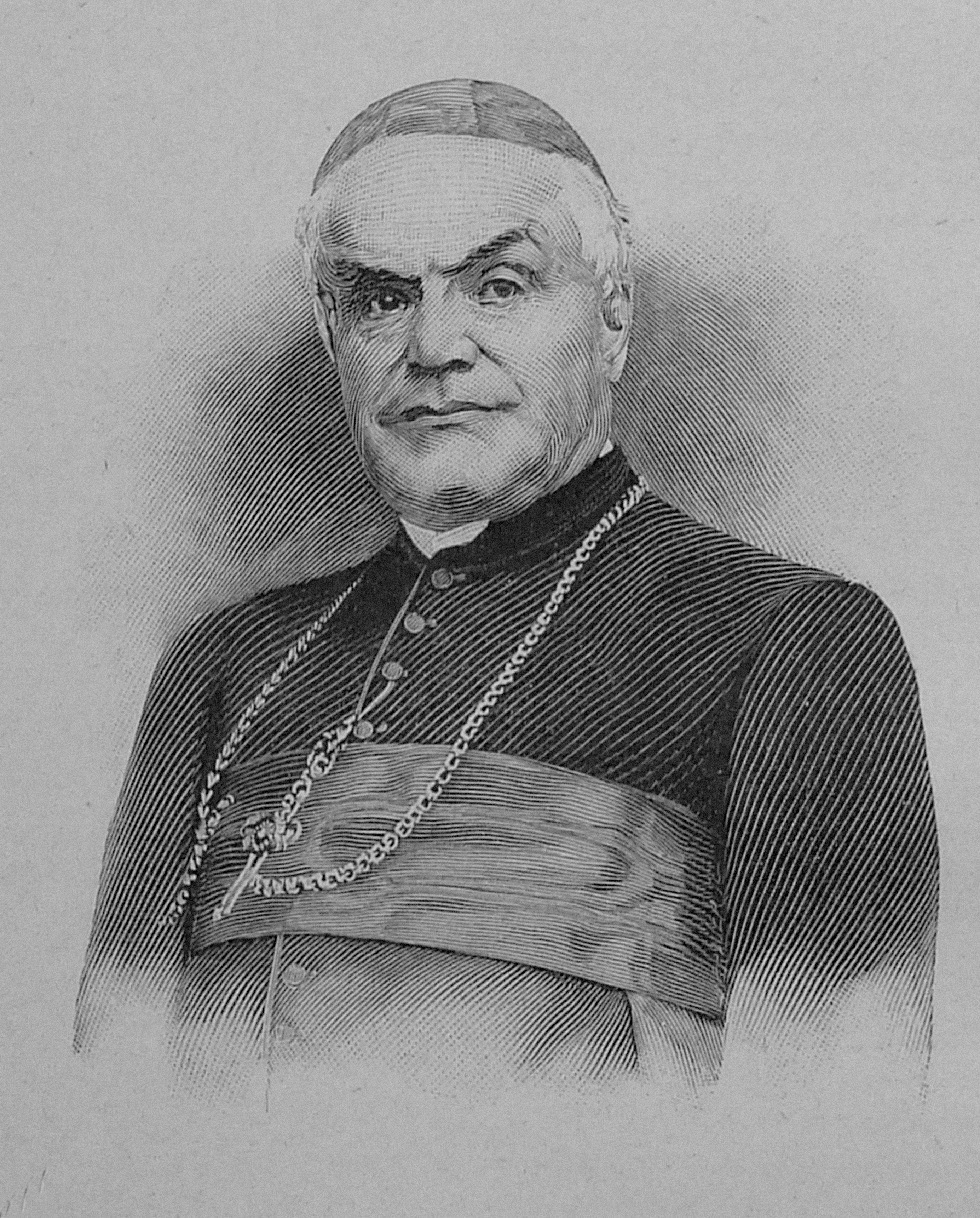
Photo du prélat

### Héraldique
| Blason de Einville-au-Jard | Blason  | Coupé de gueules, à un alérion d'argent, et d'azur, au massacre de cerf d'or. |
| Blason de Einville-au-Jard | Détails | Les armes de 1608 sont pareilles à celles-ci.                                 |

### Sobriquet
Les habitants d'Einville ont pour blason populaire « les coqs ». Il s'agit d'un calembour car dans le dialecte local, coq se dit ja : (Einville-au-Ja).
Les habitants d'Einville ont également pour sobriquets « les crâ», en référence aux nombreux corvidés installés dans les arbres du parc du château.